# Dial Diop Sporting Club
Le Dial Diop Sporting Club est un club omnisports sénégalais basé à Dakar.

## Basket-ball
L'équipe masculine de basket-ball remporte le Championnat du Sénégal à deux reprises, en 1972 et en 1973. Sur le plan continental, Dial Diop est finaliste de la Coupe d'Afrique des clubs champions en 1973.

## Football
L'équipe masculine de football est finaliste de la Coupe du Sénégal en 1977.

## Handball
L'équipe féminine de handball est sacrée championne du Sénégal en 1980.